# باول تيت (لاعب كرة قدم)
باول تيت (بالإنجليزية: Paul Tait)‏ هو لاعب كرة قدم بريطاني في مركز الهجوم، ولد في 24 أكتوبر 1974 في نيوكاسل أبون تاين في المملكة المتحدة. لعب مع نادي إيفرتون ونادي بارو ونادي بريستول روفيرز ونادي بوسطن يونايتد ونادي تشستر سيتي ونادي رانكورن هالتون ونادي روتشديل ونادي ساوثبورت ونادي كرو ألكساندرا وهال سيتي وويغان أتلتيك.

## وصلات خارجية
- باول تيت (لاعب كرة قدم) على موقع قاعدة بيانات كرة القدم.إي يو (الإنجليزية)
- باول تيت (لاعب كرة قدم) على موقع Soccerbase.com (لاعب) (الإنجليزية)
- باول تيت (لاعب كرة قدم) على موقع عالم كرة القدم.نت (الإنجليزية)